# Walt Disney Treasures
Walt Disney Treasures är en serie samlings-DVD:er med klassiska kortfilmer och TV-sända program av Walt Disney Company, utgivna i första hand i USA och Kanada. Endast några har utgivits i Europa och Sverige i delvis annat utförande och i ett par fall med vissa filmer borttagna.
I USA har utkommit 30 utgåvor i nio olika omgångar. Varje omgång har innehållit två till fyra olika 2-DVD-utgåvor i var sin plåtlåda.
Den första omgången gavs ut i USA och Kanada 4 december 2001.
DVD-utgåvorna kom till tack vare ett initiativ av filmkritikern och filmhistorikern Leonard Maltin, som också medverkar i samtliga med presentationer av innehållet.

## DVD:er utgivna i Sverige
- Mickey Mouse in Living Color vol. 1-2 (Musse Pigg i färg)
- Silly Symphonies
- Mickey Mouse in Black and White vol. 1-2 (Musse Pigg i svartvitt)
- The Chronological Donald vol. 1-3 (Kalle Anka)
- The Complete Goofy (Långben)
- The Complete Pluto vol. 1
- The Adventures of Oswald the Lucky Rabbit

## DVD:er ej utgivna i Sverige
- Disneyland, USA
- Davy Crockett
- Behind the Scenes at the Walt Disney Studio
- On the Front Lines
- Tomorrow Land
- The Mickey Mouse Club
- Disney Rarities: Celebrated Shorts, 1920-talet - 1960-talet
- The Adventures of Spin & Marty (The Mickey Mouse Club)
- Elfego Baca and The Swamp Fox: Legendary Heroes
- More Silly Symphonies
- The Complete Pluto vol. 2
- The Hardy Boys: The Applegate Mystery
- Your Host, Walt Disney
- Disneyland: Secrets, Stories and Magic
- The Chronological Donald vol. 4
- Dr. Syn, Alias The Scarecrow
- Mickey Mouse Club Presents: Annette
- Zorro: Hela första säsongen
- Zorro: Hela andra säsongen